# Sega Technical Institute
Sega Technical Institute (STI) fue un desarrollador de videojuegos estadounidense propiedad de Sega. Fundada por el veterano de Atari Mark Cerny en 1990, STI pretendía combinar desarrolladores japoneses de élite, entre ellos el programador del Sonic Team Yuji Naka y su equipo, con nuevos talentos estadounidenses. STI desarrolló juegos para Sega Genesis, incluidos varios juegos de Sonic the Hedgehog, antes de cerrar a finales de 1996.
Tras trabajar en Japón para Sega en juegos para la Master System, Cerny propuso la creación de un estudio de desarrollo en América, que fue aprobado.  Cuando Naka abandonó Sega tras el lanzamiento de Sonic the Hedgehog, Cerny le convenció para que se uniera a STI. Tras completar Sonic the Hedgehog 2 en 1992, STI se dividió en dos debido a las fricciones entre los desarrolladores japoneses y estadounidenses: los japoneses desarrollaron Sonic the Hedgehog 3 y Sonic & Knuckles antes de marcharse en 1994, mientras que los estadounidenses desarrollaron juegos como Sonic Spinball. El desarrollo fallido de Sonic X-treme para la Sega Saturn se convirtió en representativo de un cambio cultural en Sega, y STI cerró a finales de 1996.
Los juegos desarrollados por STI se consideran significativos en la historia de la Genesis, y muchos fueron bien recibidos o se vendieron bien. Los desarrolladores han descrito STI como un lugar de trabajo único que no encajaba en la estructura corporativa de Sega.

## Historia

### Formación,Dick TracyyKid Chameleon

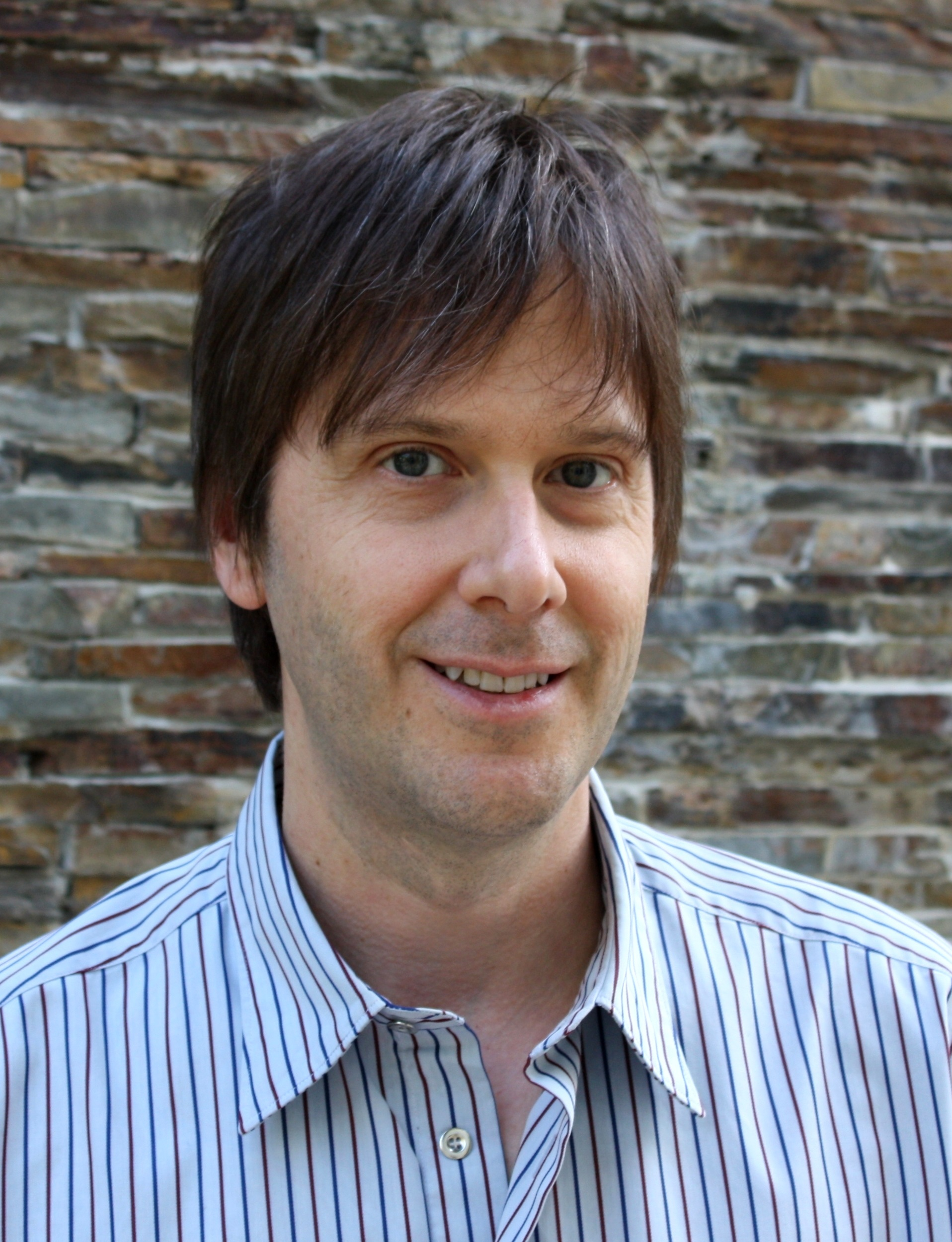
Mark Cerny, fundador del Instituto Técnico de Sega

Mark Cerny, aficionado a la programación informática y a los juegos arcade, se unió a Atari en 1982 con 17 años. A los 18 años, diseñó y co-programó Marble Madness, su primer gran éxito. Tras su paso por Atari, Cerny se convirtió en programador independiente y firmó un contrato con Sega en 1985 para trabajar en un juego arcade desde una oficina de la división arcade de la compañía en San José, California. El presidente de Sega, Hayao Nakayama, le propuso cancelar su proyecto y trasladarse a Japón para trabajar en el software de la próxima consola Master System de Sega.  Cerny se trasladó a Tokio a finales de 1986. Allí desarrolló productos para Master System, incluidos los juegos de lanzamiento y el accesorio de gafas 3D SegaScope. A pesar de que inicialmente planeaba una estancia de seis meses, trabajó con Sega en Japón durante más de tres años.
En 1990, Cerny deseaba volver a Estados Unidos. Al mismo tiempo, el consejero delegado de Sega of America, Michael Katz, y el vicepresidente ejecutivo, Shinobu Toyoda, dieron prioridad a aumentar el desarrollo de juegos en EE. UU. debido a la falta de juegos que se ajustaran a los gustos estadounidenses. Esto provocó que el jefe de investigación y desarrollo de Sega, Hisashi Suzuki, anunciara su intención de enviar un grupo de desarrolladores arcade más jóvenes, pero experimentados, a Estados Unidos para desarrollar juegos para la región, y que se complementaría con personal de desarrollo estadounidense también.  Suzuki quería llamar a este nuevo estudio "Sega Institute of Technology" (SIT), pero Cerny le convenció para que cambiara el nombre a "Sega Technical Institute" por temor a que los japoneses pronunciaran la "s" de las iniciales del grupo con una "sh".  El grupo inicial que Sega planeaba enviar era de 11 desarrolladores. Sega solicitó O-1 para expertos, para personas "nacional o internacionalmente reconocidas" con "un historial de logros extraordinarios", sin saber que los desarrolladores japoneses no cumplían los requisitos. Como resultado de las solicitudes de esta cantidad de visados no cualificados, la Embajada de EE. UU. en Tokio los denegó todos y prohibió temporalmente a Sega solicitar más.  Debido a esto, Sega decidió en su lugar enviar a Cerny a EE. UU. y que procediera a contratar talento estadounidense sin ayuda de Japón.
Creyendo que así se potenciaría la creatividad, Cerny ubicó STI lejos de la sede de Sega of America en San Francisco, optando por instalarse cerca de las oficinas de la división arcade en San José.  Al cabo de un año, STI se quedó pequeña y se trasladó a Palo Alto. Ken Balthaser, director de desarrollo de producto de Sega of America, no era partidario de que STI fuera independiente de Sega of America, y quería que formara parte de la estructura corporativa de la división americana. Nakayama le desautorizó y Cerny le convenció de que podía conseguir este nivel de independencia, algo que nunca antes se había intentado en un gran desarrollador de videojuegos.  Esto permitió a Cerny informar directamente a las oficinas de Sega en Japón y evitar la gestión de aprobación de conceptos de juego de Sega of America. Su objetivo era establecer un estudio de desarrollo de élite que combinara las filosofías de diseño de los desarrolladores estadounidenses y japoneses, muy parecido al plan original de Suzuki.
El primer empleado de Cerny en STI fue Yutaka Sugano, que anteriormente había creado el juego arcade Shinobi y ya había sido destinado a trabajar en EE. UU.  El primer proyecto del estudio fue Dick Tracy, basado en la película para el que Sega obtuvo una licencia para desarrollar un juego.  Sega dio a STI cinco meses para completar el desarrollo, mientras que STI sólo contaba con Cerny y Sugano en plantilla.  Se contrató a personal estadounidense para programar el juego, y el artista gráfico japonés Takeshi Doi trabajó en la animación.  Según el programador jefe del juego, Mike Schwartz, los japoneses y los estadounidenses colaboraron bien a pesar de la barrera del idioma; Sugano y Doi entendían algo de inglés, y Cerny, que hablaba japonés con fluidez, ayudó a garantizar una buena comunicación.  Sega también envió a Japón a miembros del personal estadounidense, entre ellos Schwartz, para visitar la sede de Sega, con Sugano y Doi a la cabeza de la visita.  A pesar de los esfuerzos de STI, que incluían la aprobación del parecido de cada personaje por parte de su actor en la película -incluidos Warren Beatty, Madonna y Al Pacino-, Dick Tracy no se vendió bien.  El lanzamiento tardío del juego en febrero de 1991, ocho meses después del estreno de la película en los cines y dos meses después de su lanzamiento en vídeo doméstico, llevó a Sega a insistir en formar parte de proyectos basados en películas al menos un año antes de la fecha de estreno de la película.
STI comenzó a desarrollar su siguiente juego, Kid Chameleon, en 1991, mientras terminaban Dick Tracy.  Cerny y otros concibieron Kid Chameleon en 1990 como un juego de acción, sabiendo que este tipo de juegos eran populares debido al éxito del Super Mario Bros.] de Nintendo y que la Genesis carecía de muchos de estos juegos, y que ninguno de los que tenía se había desarrollado en Occidente.  Al comenzar el desarrollo de Kid Chameleon se contrató a una serie de nuevos empleados. El equipo de desarrollo del juego estaba formado por 15 personas, todas estadounidenses, y el sonido se subcontrató a un tercero.  Cerny facilitó la comunicación abierta durante el desarrollo del juego y creó oportunidades para que los desarrolladores estrecharan lazos y pasaran su tiempo libre juntos; esto llevó a una mayor comunicación entre artistas, diseñadores y programadores, lo cual fue crucial porque el desarrollo del juego no utilizó control de versiones para evitar sobrescribir el trabajo de unos y otros. El juego incluye más de 100 niveles a pesar del pequeño cartucho de 4MB utilizado, pero no incluye ninguna función de guardado. Kid Chameleon fue lanzado a finales de 1992 y vendió bien para Sega.

### Yuji Naka,Sonic the Hedgehog 2y la marcha de Cerny
Poco después del lanzamiento de Sonic the Hedgehog en 1991, el programador del Sonic Team Yuji Naka renunció a Sega tras desacuerdos sobre el salario y la reacción de la compañía por el tiempo y el esfuerzo que le había llevado terminar de desarrollar el juego. Cerny, que había estado haciendo frecuentes viajes a Japón mientras creaba STI, y que había consultado previamente con el artista de personajes de Sonic Naoto Ohshima, visitó el apartamento de Naka y escuchó las razones por las que se marchó. Cerny llevó esta información al ejecutivo de Sega of America Shinobu Toyoda, que había negociado previamente el salario de Naka mientras estaba en Japón.  Como resultado, Naka se trasladó para unirse a STI cuatro meses después, con el doble de su salario original y bonificaciones adicionales. A Hirokazu Yasuhara, que había diseñado la mayoría de los escenarios y la jugabilidad de Sonic, le habían asignado poco antes de terminar Sonic para trabajar en Estados Unidos, y también se unió a STI.
En septiembre de 1991, Cerny propuso Sonic the Hedgehog 2 como proyecto de STI para las Navidades de 1992, dando al equipo 11 meses de tiempo de desarrollo, pero la dirección de Sega lo consideró demasiado pronto para una secuela. STI exploró otros conceptos, pero en noviembre, Sega dio marcha atrás y comunicó a Cerny que necesitaba Sonic 2 para la temporada navideña de 1992. Cerny dijo que esto no supuso "una gran pérdida creativa", ya que STI aún tenía que dar con una idea de juego a la altura de Sonic, pero perdió dos meses de desarrollo. STI comenzó el desarrollo de Sonic 2 con un equipo formado por desarrolladores estadounidenses y japoneses. Más de 100 personas trabajaron en el juego y el equipo principal estaba formado por 20 desarrolladores.
El director de marketing de Sega of America, Al Nilsen, declaró que STI quería "ir a por todas" para asegurarse de que Sonic 2 tuviera tanto éxito como el Sonic original, ya que las secuelas no solían estar bien consideradas. Su desarrollo sufrió algunos contratiempos; la barrera del idioma y las diferencias culturales crearon una brecha entre los desarrolladores japoneses y estadounidenses. Los japoneses estaban acostumbrados a condiciones crunch, con Cerny señalando que a menudo trabajaban toda la noche y dormían en sus cubículos. Por el contrario, los estadounidenses cerraban las oficinas de STI por la noche. Cerny había imaginado a los japoneses actuando como mentores de los estadounidenses, pero la cooperación fue difícil ya que los estadounidenses no hablaban japonés. Craig Stitt, artista de STI, recordaba a Yasuhara y al artista principal Yasushi Yamaguchi como personas con las que era fácil trabajar, pero a Naka como "un arrogante grano en el culo" al que no le interesaba trabajar con estadounidenses. Otro artista de STI, Tim Skelly, dijo que Naka habría sido más feliz trabajando con un equipo totalmente japonés. Cerny dijo sobre la situación: "Sonic 2 salió a la venta, pero después de eso dijimos '¡no más!" Tras su lanzamiento, Sonic the Hedgehog 2 batió récords de ventas de videojuegos; en noviembre de 1993, se informó de que era el videojuego de 16 bits más vendido de la historia en aquel momento.
Durante 1992, Cerny abandonó STI; afirmó haberlo hecho mientras finalizaba el desarrollo de Sonic 2. Masaharu Yoshii ocupó temporalmente el puesto de jefe del estudio y fue acreditado como director de Sonic 2. Entre las razones de Cerny para marcharse se encontraban la desaprobación por parte de Nakayama de los gastos de Cerny antes del lanzamiento de Dick Tracy y Kid Chameleon, la negativa de Cerny a crear juegos con pequeños equipos de desarrollo en plazos cortos, como se hacía habitualmente con los juegos de Master System, y la creciente tensión entre el personal estadounidense y japonés de STI.  En particular, Cerny consideraba que los japoneses no trataban con respeto a los estadounidenses.  Para complicar aún más las cosas, la implicación de STI con la franquicia Sonic y el deseo de Naka de supervisar el proceso personalmente, así como las dudas iniciales de Sega of America a la hora de colaborar, dada su falta de confianza en el personaje. Una vez finalizado Sonic 2, Naka se negó a desarrollar otro juego de Sonic si tenía que volver a trabajar con los estadounidenses.

### Tensión interna y más juegos deSonic
El sustituto de Cerny en STI fue el veterano de Atari y Electronic Arts Roger Hector. Habiendo sido reclutado por Toyoda para unirse a STI mientras trabajaba en Disney Interactive, Hector conocía a Cerny y se reunió con él cuando se marchaba.  Según Hector, sabía lo que Cerny había hecho en STI y quería mantener ese statu quo todo el tiempo que pudiera. Creyendo que la tensión entre japoneses y estadounidenses en STI era normal, Hector adaptó su estilo de gestión para mantener unidos a los dos equipos e integrarlos cuando lo necesitaba el juego que se estaba desarrollando.
STI mantuvo su inusual lugar en la estructura organizativa de Sega durante el mandato de Hector. Según Hector, STI dependía tanto de la sede japonesa de Sega como de Sega of America, pero era independiente y no encajaba en la estructura corporativa. Tras el lanzamiento de Sonic 2, Sega trasladó STI a Redwood City, más cerca de la sede de Sega of America. La idea de este traslado era conectar más estrechamente a STI con el departamento de desarrollo de productos de Sega of America, pero el traslado preocupó a Héctor, que temía que el estatus especial de STI estuviera en peligro. Héctor se aseguró de que se mantuviera este estatus, informando directamente a Toyoda en Sega of America y evitando al mismo tiempo los procesos de presentación y revisión de Sega of America.  A los empleados del nuevo edificio de STI también se les dio acceso exclusivo. Hector atribuyó a este inusual acuerdo el mérito de fomentar la creatividad y hacer que STI fuera "muy especial". Los desarrolladores Peter Morawiec y Adrian Stephens, que trabajaron para STI, expresaron sus buenos recuerdos de trabajar allí por su singularidad.
.

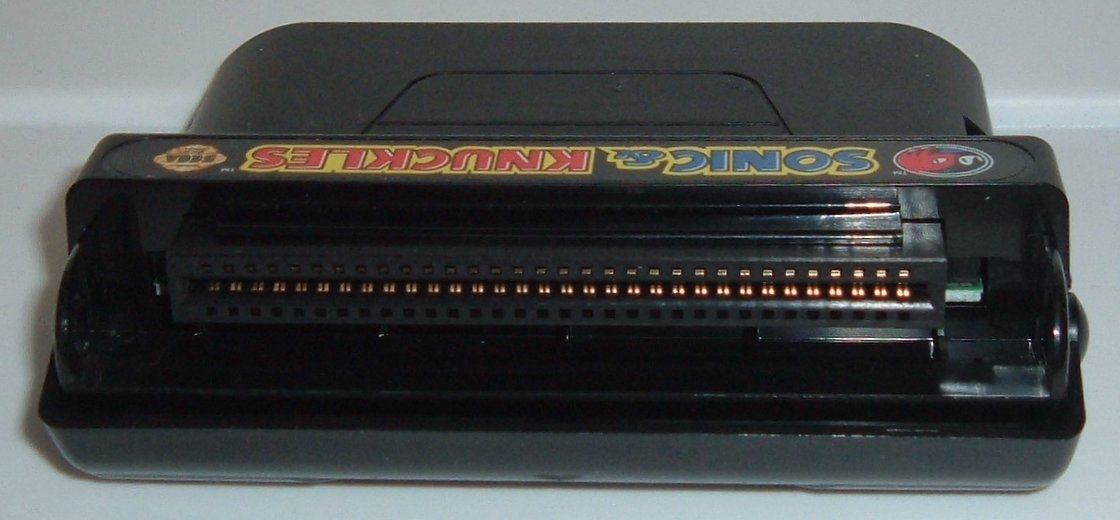
El cartucho de Sonic & Knuckles incorpora un adaptador "lock-on" que permite acoplarlo físicamente a otros cartuchos de Genesis

En 1993, STI empezó a trabajar en Sonic the Hedgehog 3. Naka seleccionó a la mayoría del equipo, mientras que Hector supervisó el desarrollo Debido al alcance del juego y al compromiso de Sega con la fecha de inicio de la correspondiente McDonald's Happy Meal correspondiente y una campaña publicitaria en televisión, el equipo dividió el juego por la mitad, con Sonic 3 lanzado en febrero de 1994 y Sonic & Knuckles en octubre. Sonic & Knuckles fue lanzado con "tecnología lock-on" para conectar los dos juegos y permitir que se jugaran juntos como se pretendía originalmente. Ambos juegos se desarrollaron en Palo Alto antes de que STI se trasladara. Hector dijo que Sonic 3 tuvo un desarrollo problemático. Recordó que tuvo que evitar que el resto de Sega molestara al equipo y, al mismo tiempo, asegurarse de que el juego se terminara a tiempo. Además, Hector tuvo problemas para equilibrar los recursos entre Sonic 3 y otros proyectos, Naka era visto a veces como un líder duro, y el personal de STI que no formaba parte del equipo de Sonic 3 se ponía celoso de la prioridad que se daba al juego. Para mejorar la comunicación, Hector contrató a un profesor de idiomas para que impartiera clases de japonés en Berlitz. Algunos estadounidenses sí contribuyeron al desarrollo; el artista Chris Senn aportó arte conceptual para Sonic & Knuckles, y Howard Drossin contribuyó con la banda sonora del mismo juego.
Como Sonic 3 no estaba previsto para las vacaciones de 1993, Sega estaba interesada en un juego derivado de Sonic.  El equipo de marketing de Sega sugirió un juego basado en los niveles de casino de los dos primeros juegos.  Morawiec, que había trabajado en las fases especiales de Sonic 2, propuso un pinball. Morawiec se inspiró en el juego de Amiga de 1992 Pinball Dreams para combinar la mecánica del pinball con la jugabilidad de Sonic the Hedgehog. Su equipo en STI dispuso de nueve meses para desarrollar el juego, lo que Morawiec consideró un calendario "apretado". Para acelerar la producción, Sega envió personal veterano de Japón para ayudar, incluido el artista de Sonic the Hedgehog Katsuhiko Sato. Además, Hector contrató a más programadores y aseguró a su equipo que el juego se haría a tiempo. El personal de STI también cambió el lenguaje de programación de assembly a C, una elección inusual para los juegos de Genesis de la época, que causó frame rate y problemas de optimización, pero aceleró enormemente el desarrollo. Una dificultad de última hora surgió cuando el equipo se enteró de que Sega no era propietaria del tema de Sonic the Hedgehog, que se había utilizado en Spinball. Morawiec encargó al compositor principal, Drossin, que escribiera un nuevo tema en un plazo de dos horas. Aunque recibió malas críticas, Sonic Spinball se vendió bien y ayudó a forjar la reputación de sus desarrolladores.

### La marcha de Naka,Comix Zone,The OozeyDie Hard Arcade
Tras el lanzamiento de Sonic & Knuckles, Yasuhara renunció, alegando diferencias con Naka, y pasó a desarrollar juegos para Sega of America.  Naka regresó a Japón a finales de 1994 para seguir trabajando con el Sonic Team, reuniéndose con Ohshima. STI se quedó con personal mayoritariamente estadounidense. Otras complicaciones surgieron de las tensiones internas de la empresa: Sega of America operaba como una entidad independiente, y las relaciones con los japoneses no siempre fueron fluidas. Parte de este conflicto puede haber sido causado por Nakayama y su admiración por Sega of America; según el ex CEO de Sega of America Tom Kalinske, a algunos ejecutivos no les gustaba que Nakayama pareciera favorecer a los ejecutivos estadounidenses, y "muchos de los ejecutivos japoneses estaban quizás un poco celosos, y creo que algo de eso jugó en las decisiones que se tomaron". Por el contrario, el autor Steven L. Kent escribió que Nakayama intimidaba a los ejecutivos estadounidenses y creía que los ejecutivos japoneses tomaban las mejores decisiones. Según Hector, tras el lanzamiento de la Sony PlayStation en 1994, el ambiente en Sega se volvió político, con "muchos señalamientos".
El siguiente juego de STI, Comix Zone', empezó a desarrollarse antes que Sonic Spinball, pero quedó en suspenso para que Morawiec pudiera trabajar en Spinball.  Tras presentar su concepto a Hector, Morawiec se animó a presentárselo directamente a Kalinske, que lo aprobó y volvió a dar su visto bueno tras el lanzamiento de Spinball. El desarrollo comenzó con un equipo de tres personas: Morawiec diseñando, Adrian Stephens programando y el productor ejecutivo Dean Lester, pero creció hasta contar con un equipo de casi una docena.  El desarrollo fue relativamente fluido y se convirtió en el principal proyecto de STI, con el pleno apoyo del departamento de marketing de Sega, pero la presión iba en aumento, ya que el equipo estadounidense no había lanzado un juego desde Spinball. El calendario se convirtió en un factor a tener en cuenta con el inminente lanzamiento de las nuevas consolas de videojuegos, la 32X y la Sega Saturn.  Como resultado, Comix Zone se retrasó hasta principios de 1995 y se recortaron dos niveles. Morawiec también aumentó la dificultad del juego por recomendación del departamento de pruebas de Sega, una decisión de la que se arrepintió más tarde. Comix Zone tuvo unas ventas limitadas debido al momento de lanzamiento y a su elevada dificultad, y, según Stephens, no llegó al punto de equilibrio, pero más tarde atrajo a seguidores de culto. Stephens también dijo que el lanzamiento tardío del juego retrasó el movimiento de STI para desarrollar software para Saturn, y que "ni STI ni la Saturn se recuperaron nunca de eso".
The Ooze comenzó a desarrollarse en 1994, a partir de un algoritmo del programador David Sanner. La aprobación del juego fue cuestionable debido a su carácter poco convencional y a que su personaje principal estaba hecho de lodo tóxico, y no se garantizó su lanzamiento.  El artista y diseñador principal del juego fue Stieg Hedlund, que tomó el relevo tras la marcha del diseñador original.  Hedlund consideró The Ooze una gran oportunidad y trabajó para sacar adelante el juego e hizo que la primera fase del juego enseñara a los jugadores a jugar.  Aunque el departamento de marketing quería cambiar el aspecto de The Ooze a un diseño más basado en dibujos animados, el director artístico del juego se negó, temiendo que cambiara el tono del juego. El progreso se vio obstaculizado más tarde por la marcha del programador Scott Chandler y del artista Marte Thompson.  El departamento de marketing de Sega consideró la posibilidad de incluir The Ooze en un pack con la próxima Sega Nomad, pero la coordinación nunca se llevó a cabo.  Lanzado a finales de los años de actividad de la Genesis, The Ooze se vendió por debajo de las expectativas de Sega y fue un fracaso comercial. Los que desarrollaron el juego, sin embargo, lo consideran el último juego verdaderamente independiente que STI desarrolló sin interferencias externas.
STI completó un juego en colaboración con Sega AM1, Die Hard Arcade. El juego se originó como un medio para que Sega utilizara los recursos existentes: Sega había producido un exceso de inventario de placas arcade ST-V y había adquirido la licencia de Jungla de Cristal, pero aún no tenía ningún juego de Jungla de Cristal en desarrollo. Para desarrollar el juego, Sega envió un grupo de artistas, programadores y diseñadores a STI, que suministró artistas adicionales, música y animación. Jungla de Cristal Arcade se convirtió en el juego arcade de mayor éxito de Sega producido en Estados Unidos, y ayudó a la división arcade a vender el exceso de inventario.

### Sonic X-treme
Mientras el Sonic Team trabajaba en Nights into Dreams, Sega encargó a STI el desarrollo de lo que habría sido el primer juego de Sonic completamente en 3D, Sonic X-treme. El desarrollo de Sonic X-treme comenzó a finales de 1994 en STI. Hector concibió un juego para Genesis basado en Sonic the Hedgehog (serie de televisión), y llevó a desarrolladores de Sonic Team y STI a los estudios DIC Entertainment para demostrar su idea, con Morawiec diseñando posteriormente el juego. Sin embargo, la dirección de Sega desaprobó la idea, por lo que Morawiec pasó a trabajar en Comix Zone. Como las nuevas consolas y la era de los 32 bits estaban en camino, el juego se trasladó a la 32X y Michael Kosaka quedó a cargo del equipo. Creó documentos de diseño para el juego, pero dimitió a mediados de 1995 debido a políticas corporativas. El productor ejecutivo Dean Lester dimitió más tarde en 1995, con Manny Granillo asumiendo el cargo de productor ejecutivo y el productor de STI Mike Wallis siendo colocado a cargo del desarrollo.  Wallis declaró que tenía poco o ningún control sobre su equipo a pesar de supervisarlo debido a la estructura organizativa. Durante esta fase del desarrollo, la dirección de Sega of America pidió a STI que evaluara desarrollar el juego para una próxima nueva consola basada en Nvidia Riva TNT technology.
Después de que Sega anunciara que se centraría exclusivamente en la Sega Saturn, el desarrollo se trasladó a la Saturn. Esto le costó al equipo de desarrollo de STI varias semanas. El nuevo diseño del juego presentaba un sistema de cámara de objetivo ojo de pez que rotaba los niveles con el movimiento de Sonic. En marzo de 1996, representantes de Sega de Japón visitaron STI para evaluar los progresos. En ese momento, X-treme ya estaba muy retrasado, y el ejecutivo que lo visitó ordenó que el juego se rehiciera en torno al motor creado para sus batallas contra jefes. Esto supuso la retirada efectiva del desarrollo principal del juego y apartó del proyecto a sus desarrolladores, el diseñador Chris Senn y el programador Ofer Alon.  Más tarde intentarían desarrollar una versión de X-treme para PC, pero fue rechazada. En el proyecto Saturn, los desarrolladores trabajaron entre 16 y 20 horas al día para cumplir el plazo de diciembre de 1996. Esto resultó infructuoso después de que el vicepresidente ejecutivo de Sega of America Bernie Stolar rescindiera el acceso de STI al motor Nights into Dreams] del Sonic Team tras un ultimátum de Naka, que ahora estaba produciendo Nights y amenazó con abandonar Sega si STI lo utilizaba. En julio de 2022, Naka negó haber amenazado con abandonar, pero 
declaró que STI no habría podido utilizar el motor debido a que trabajaban en C y no había documentación que pudieran utilizar para entender cómo desarrollar con el motor NiGHTS. La pérdida del motor Nights costó al equipo dos semanas más de tiempo de desarrollo. Después de que el programador Chris Coffin enfermara gravemente de neumonía, Wallis tomó la decisión de cancelar el juego. X-treme se anunció como retrasado, pero se canceló oficialmente a principios de 1997.

### Cierre y juegos cancelados
STI se disolvió en 1996 como resultado de los cambios en la dirección de Sega of America. Se dieron nuevos enfoques a STI, incluyendo la localización de productos y la gestión de equipos de desarrollo externos. Según Hector, la política corporativa y las peleas entre los ejecutivos no pudieron rectificarse. Hector había recibido responsabilidades adicionales sobre todo el desarrollo de productos de Sega, lo que le llevó a tomar la decisión de abandonar la empresa. Poco antes del cierre del estudio, una nueva dirección había tomado el relevo. Se tomaron decisiones para racionalizar el desarrollo de juegos, y el departamento de desarrollo de productos de Sega of America se ramificó para formar SegaSoft. Con las recientes nuevas responsabilidades de STI, se reestructuró para depender directamente de Sega of America y se convirtió en el nuevo departamento de desarrollo de productos. Tras el cierre de STI, Morawiec y Stephens dejaron Sega y formaron Luxoflux. Cerny y Yasuhara siguieron siendo amigos tras su paso por STI y se reunieron para trabajar con Naughty Dog en la serie Jak & Daxter.
Además de Sonic X-treme, se consideraron varios juegos que finalmente no llegaron a desarrollarse. Una secuela de Kid Chameleon y Jester, que presentaban un personaje de arcilla casi invulnerable, fueron cancelados debido a que STI destinó recursos a Sonic the Hedgehog 2. Otro, Spinny & Spike, fue desarrollado por el programador de Kid Chameleon Steve Woita y greenlit por Kalinske, pero nunca salió del desarrollo después de que los recursos se desplazaran a Sonic Spinball. Sega contrató a un nuevo productor y programador artístico para continuar con Spinny & Spike. Woita asumió que volvería al juego después de terminar Spinball, pero optó por dejar Sega poco después, y Sega determinó que el desarrollo no podía continuar sin el equipo original.  Se propuso una secuela de Comix Zone, pero se descartó, mientras que Morawiec y Stephens montaron una oficina para empezar a trabajar en un juego original de Sonic, pero el proyecto fue cancelado por Naka.

## Recibimiento de los juegos

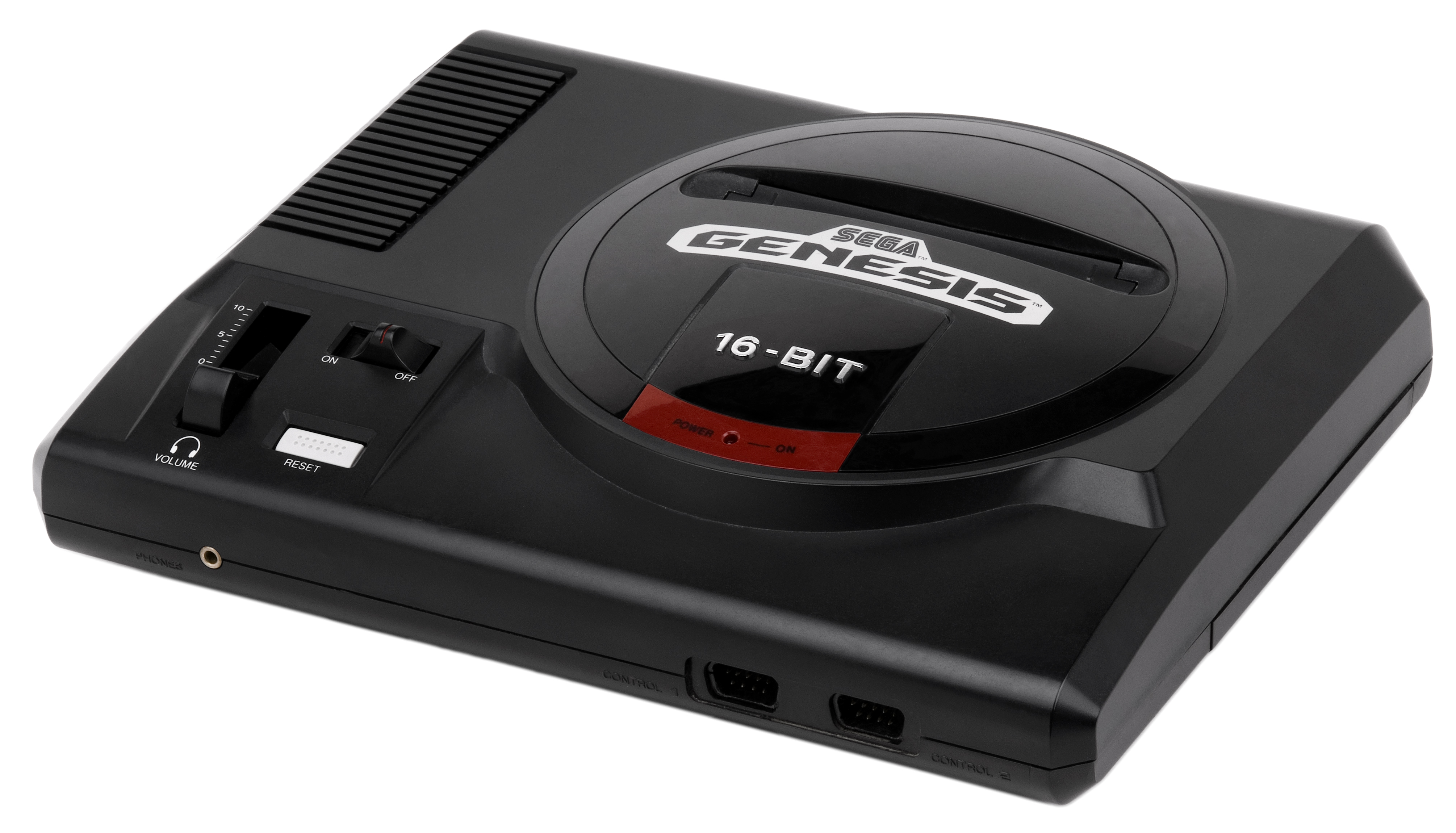
Retrospectivamente, los juegos de STI se han considerado importantes para la Sega Genesis, en la imagen de arriba

Los juegos desarrollados por STI incluyen cuatro juegos de Sonic the Hedgehog. Sonic the Hedgehog 2 recibió elogios de la crítica y fue un éxito de ventas en las listas del Reino Unido durante 2 meses. En 2006, el juego había vendido más de 6 millones de copias. Sonic Spinball recibió críticas dispares, con una puntuación media del 61% en GameRankings, basada en una puntuación agregada de seis críticas, pero se vendió bien. Sonic the Hedgehog 3 tiene una puntuación media del 89% en GameRankings, lo que indica críticas positivas basadas en su puntuación agregada de cinco críticas, mientras que Sonic & Knuckles también recibió críticas positivas. Los cuatro juegos se han reeditado varias veces en diversas recopilaciones de Sonic.
Retrospectivamente, STI recibe más crédito por el desarrollo de sus juegos que el que tuvo mientras estuvo activa.  En más recopilaciones de Sonic han aparecido juegos desarrollados por STI, y desde entonces Sega ha abierto más estudios externos fuera de Japón.  Ashley Day, de Retro Gamer, afirmó que "sólo el tiempo dirá si estas empresas pueden aprovechar el mismo tipo de magia que el Sega Technical Institute logró hace tanto tiempo" Ken Horowitz, de Sega-16, destacó la importancia de los juegos de STI en la Genesis, y también enmarcó la historia de STI como un cuento con moraleja sobre la política corporativa.  Horowitz dijo al respecto: "Ya sea por el crecimiento y el éxito continuados de los juegos principales de Sonic, por los innovadores títulos originales o por el ambiente de desarrollo único que no tenía rival en Sega, el Instituto nos dio grandes juegos y produjo talentos increíbles. La industria actual haría bien en tomar ejemplo del book de Sega sobre cómo hacer que un equipo de desarrollo se sienta como en casa, y la historia del Instituto Técnico de Sega es la prueba viviente de cómo demasiada interferencia corporativa puede acabar con algo bueno."
| Juego                          | Año de lanzamiento | Equipo de desarrollo de STI |
| ------------------------------ | ------------------ | --------------------------- |
| Dick Tracy                     | 1991               | Americano                   |
| Kid Chameleon                  | 1992               | Americano                   |
| Sonic the Hedgehog 2           | 1992               | Ambos                       |
| Sonic Spinball                 | 1993               | Americano                   |
| Sonic the Hedgehog 3           | 1994               | Japonés                     |
| Sonic & Knuckles               | 1994               | Japonés                     |
| Comix Zone                     | 1995               | Americano                   |
| The Ooze                       | 1995               | Americano                   |
| Die Hard Arcade (con Sega AM1) | 1996               | Americano                   |
| Sonic X-treme                  | Cancelado          | Americano                   |